# أنقليس ثعباني بوقي
أنقليس ثعباني بوقي (الاسم العلمي: Myrichthys pantostigmius) هو نوع من الأنقليس، يتبع فصيلة الأنقليس الثعباني.